# Annay-la-Côte
Annay-la-Côte là một xã của Pháp,tọa lạc ở tỉnh Yonne trong vùng Bourgogne.

## Hành chính
| Danh sách các thị trưởng               |           |                 |      |         |
| Giai đoạn                              | Giai đoạn | Tên             | Đảng | Tư cách |
| mars 2008                              | mars 2015 | Gilles Tissier  |      |         |
| mars 1966                              | mars 2008 | Roland Charlier |      |         |
| Tất cả các dữ liệu trước đây không rõ. |           |                 |      |         |

## Thông tin nhân khẩu
| 1793    | 1800    | 1806    | 1821    | 1831    | 1836    | 1841    | 1846    | 1851    |
| ------- | ------- | ------- | ------- | ------- | ------- | ------- | ------- | ------- |
| 413 hbs | 408 hbs | 435 hbs | 464 hbs | 507 hbs | 490 hbs | 486 hbs | 489 hbs | 495 hbs |

| 1856    | 1861    | 1866    | 1872    | 1876    | 1881    | 1886    | 1891    | 1896    |
| ------- | ------- | ------- | ------- | ------- | ------- | ------- | ------- | ------- |
| 478 hbs | 455 hbs | 465 hbs | 443 hbs | 427 hbs | 414 hbs | 426 hbs | 388 hbs | 372 hbs |

| 1901    | 1906    | 1911    | 1921    | 1926    | 1931    | 1936    | 1946    | 1954    |
| ------- | ------- | ------- | ------- | ------- | ------- | ------- | ------- | ------- |
| 338 hbs | 311 hbs | 323 hbs | 255 hbs | 250 hbs | 220 hbs | 201 hbs | 233 hbs | 234 hbs |

| 1962                                         | 1968    | 1975    | 1982    | 1990    | 1999    | - | - | - |
| -------------------------------------------- | ------- | ------- | ------- | ------- | ------- | - | - | - |
| 229 hbs                                      | 228 hbs | 328 hbs | 389 hbs | 340 hbs | 338 hbs | - | - | - |
| Số liệu kể từ 1962 : dân số không tính trùng |         |         |         |         |         |   |   |   |